# Irakiska Kurdistans damlag i fotboll
Irakiska Kurdistans damlag i fotboll representerar Irakiska Kurdistan i fotboll. Laget är inte medlem i internationella fotbollsförbundet Fifa eller den asiatiska fotbollsfederationen AFC.
I Viva World Cup 2008 var Irakiska Kurdistan ett av två damlag som deltog. Där slutade dubbelmötet mot Sameland 1–15 totalt, 0–4 respektive 1–11.